# Roland W.
Roland W. geboren als Roland Wächtler (Stuttgart, 3 april 1941 - Schürdt, 11 september 2009) was een Duitse schlagerzanger.

## Carrière
Wächtler bezocht de school in Stuttgart. Na het eindexamen ging hij naar Parijs om kunstgeschiedenis te studeren. Daar kwam hij terecht in de kunstenaarswijk Saint Germain, waar hij schilderde en optrad als zanger met tweetalig repertoire (Duits en Frans). Na een tussenstop in Londen ging hij als zwerver van Afrika tot Japan en via Nederland naar Canada tot zijn terugkeer in Duitsland. Hier trad hij op in discotheken en op gala-avonden en presenteerde gedeeltelijk zijn eigen shows als entertainer. In 1967 kreeg hij een contract aangeboden van het platenlabel Cornet Records met als eigenaar Heinz Gietz. Bij dit label bracht hij het nummer Monja op de markt, dat in de Duitse hitlijst op de 4e plaats belandde en in de Zwitserse hitlijst zelfs op nummer 1 kwam. In Oostenrijk bereikte het nummer de 3e plaats. Het nummer wordt dan wel in verbinding gebracht met Roland W., het origineel is eigenlijk van de Duitse rockband Cry 'n Strings en gecomponeerd door Gerhard Jäger.
De opvolgende single Cindy Jane, die eerst als B-kant was gedacht, kwam niet meer voor in de hitlijst. Het nummer werd daarmee een klassiek one-hit-wonder. Desondanks verschenen tot 1972 nog enkele singles en het iets succesvollere nummer Jeder kommt einmal wieder. Ondertussen was het label Cornet reeds overgenomen door BASF, die nog eenmaal Monja uitbrachten. 1989/1990 verscheen wederom een single van Roland W., Tanja.
Na een kleine comeback met een nieuwe versie van Monja (Partygeier versus Roland W.: Monja 3000 - Macht die Feuerzeuge an...), verscheen in 2001 wederom een nieuw album, met daarop het nummer Willst du einen Tequila van Drafi Deutscher.

## Privéleven
In 1989 huwde hij zijn langjarige metgezellin Doris, de moeder van zijn kinderen. In 1994 onderging hij een operatie van kanker. Nadien ging hij zijn hobby beoefenen, namelijk schilderen.
Zijn laatste woonplaats was Schürdt in het Westerwald. Hij overleed op 11 september 2009 op 68-jarige leeftijd en werd bijgezet op het kerkhof in Flammersfeld.

## Discografie

### Singles
- 1967: Monja / Cindy Jane
- 1967: Cindy Jane
- 1968: My Maria / Jamaica girl
- 1968: Jeder kommt einmal wieder
- 1969: Mein grünes Tal / Baby Diskothek
- 1969: Nachts / Ein Girl in Idaho
- 1970: Marion / Noch einen Drink für den Weg
- 1971: My Life And My Home / Linda Lou
- 1972: Les-Saintes-Maries-de-la-Mer / Aranjuez
- 1973: My Life And My Home (Der einsame Disc-Jockey) / Linda Lou
- 1989: Tanja / Tanja (instrumentaal)

### Albums
- 1990: Monja - Mein Leben (compilatie; opnieuw uitgebracht in 1990 als cd)
- 2000: Mr. Monja (opnieuw uitgebracht in 2000 als cd)
- 2007: Portrait – Gold Serie (compilatie)
- ####: Wenn ich an Liebe denke
- ####: Willst Du einen Tequila